# Vix (Côte-d'Or)
Vix è un comune francese di 116 abitanti situato nel dipartimento della Côte-d'Or nella regione della Borgogna-Franca Contea.
Nel gennaio del 1953 Maurice Moisson scoprí vicino al comune di Vix un'insolita concentrazione di pietre in un campo ai piedi dell'oppidum del Mont Lassois, che di lì a poco verrà scoperta essere un'antica tomba principesca di epoca celta,la celebre tomba di Vix.

## Società

### Evoluzione demografica
Abitanti censiti